# Morti nel 1681
| Questa pagina contiene informazioni ricavate automaticamente dalle voci biografiche con l'ausilio del template Bio e di un bot. L'aggiornamento è periodico e automatico e ricostruisce completamente la pagina. Se manca una persona in questa lista, sei pregato di non aggiungerla, ma accertati piuttosto che la sua voce biografica contenga il template Bio e che i dati anagrafici siano correttamente compilati. Se il template Bio manca, inseriscilo tu stesso o, in alternativa, metti l'avviso {{tmp\|Bio}} che ne segnala la mancanza. Se i dati riportati sono sbagliati, correggi direttamente la voce biografica; le modifiche saranno visibili in questa lista entro pochi giorni. Per chiarimenti vedi il progetto biografie. La lista contiene solo le 94 persone che sono citate nell'enciclopedia e per le quali è stato implementato correttamente il template Bio. Pagina aggiornata al 18 ago 2025. |

## Gennaio(6)
- 1º gennaio - Marco Boschini, scrittore, pittore e incisore italiano (n. 1602)
- 5 gennaio - Pietro Vidoni, cardinale e vescovo cattolico italiano (n. 1610)
- 7 gennaio - Maddalena Sibilla di Sassonia-Weissenfels, principessa (n. 1648)
- 17 gennaio - Giulio Cesare Colonna di Sciarra, II principe di Carbognano, nobile italiano (n. 1602)
- 28 gennaio - Camilla Lauteri, pittrice italiana
- 30 gennaio - Mainardo I di Hohenzollern-Sigmaringen, principe (n. 1605)

## Febbraio(6)
- 1º febbraio - Johann Eberhard Nidhard, cardinale e arcivescovo cattolico austriaco (n. 1607)
- 4 febbraio - Bento Pereira, gesuita, teologo e lessicografo portoghese (n. 1605)
- 14 febbraio - Francesco Nigetti, compositore, organista e musicologo italiano (n. 1603)
- 20 febbraio - Sebastián Izquierdo, filosofo, scrittore e teologo spagnolo (n. 1601)
- 23 febbraio - Angelico Aprosio, letterato e scrittore italiano (n. 1607)
- 24 febbraio - Giovanni Coli, pittore italiano (n. 1636)

## Marzo(5)
- 2 marzo - Isabella Stuart, nobile inglese (n. 1676)
- 8 marzo - Enrico I di Reuss-Greiz, nobile tedesco (n. 1627)
- 12 marzo - Frans van Mieris il Vecchio, pittore olandese (n. 1635)
- 16 marzo - Oswald Krad, scultore austriaco
- 20 marzo - Gaspar de Witte, pittore fiammingo (n. 1624)

## Aprile(9)
- 3 aprile - Lucas Franchoijs il Giovane, pittore fiammingo (n. 1616)
- 10 aprile - Filippo I di Schaumburg-Lippe, nobile tedesco (n. 1601)
- 11 aprile - Federico Luigi del Palatinato-Zweibrücken, nobile tedesco (n. 1619)
- 11 aprile - Bartolomeo Gera, vescovo cattolico italiano (n. 1602)
- 12 aprile - Pietro Paolini, pittore italiano (n. 1603)
- 16 aprile - Jean-Baptiste de Valbelle, ammiraglio francese (n. 1627)
- 23 aprile - Justus Sustermans, pittore fiammingo (n. 1597)
- 26 aprile - Charles Howard, III conte di Nottingham, nobile inglese (n. 1610)
- 30 aprile - Damien de Martel, marchese de la Porte, ammiraglio francese (n. 1607)

## Maggio(6)
- 1º maggio - Francisco Macedo, teologo, filosofo e francescano portoghese (n. 1596)
- 4 maggio - Johannes Musaeus, teologo tedesco (n. 1613)
- 6 maggio - Catherine Trianon, francese (n. 1627)
- 12 maggio - Johan Baazius il Giovane, arcivescovo luterano svedese (n. 1626)
- 24 maggio - Celio Piccolomini, cardinale e arcivescovo cattolico italiano (n. 1609)
- 25 maggio - Pedro Calderón de la Barca, drammaturgo e religioso spagnolo (n. 1600)

## Giugno(4)
- 9 giugno - William Lilly, astrologo e scrittore inglese (n. 1602)
- 21 giugno - Siegmund von Birken, poeta tedesco (n. 1626)
- 25 giugno - Carlo Eugenio d'Arenberg, nobile belga (n. 1633)
- 28 giugno - Angélique de Fontanges, nobildonna francese (n. 1661)

## Luglio(3)
- 1º luglio - Oliver Plunkett, arcivescovo cattolico irlandese (n. 1625)
- 21 luglio - Giovanni Paolo Caprini, religioso italiano
- 24 luglio - Agaf'ja Semënovna Grušeckaja (n. 1663)

## Agosto(2)
- 17 agosto - Nikon, monaco cristiano russo (n. 1605)
- 27 agosto - Guglielmo Cristoforo d'Assia-Homburg, sovrano tedesco (n. 1625)

## Settembre(4)
- 8 settembre - Gaetano Miroballi, arcivescovo cattolico italiano (n. 1629)
- 11 settembre - Godfried Henschen, gesuita, storico e diplomatista belga (n. 1601)
- 16 settembre - Jahanara Begum, principessa e scrittrice indiana (n. 1614)
- 20 settembre - Pier Francesco Cittadini, pittore italiano (n. 1616)

## Ottobre(6)
- 1º ottobre - Gebhard XXV von Alvensleben, poeta tedesco (n. 1619)
- 4 ottobre - Francesco Visconti, vescovo cattolico italiano
- 7 ottobre - Nikolaes Heinsius il Vecchio, filologo classico e diplomatico olandese (n. 1620)
- 9 ottobre - Giovanni Agostino Gallicio, religioso italiano (n. 1592)
- 22 ottobre - Benedetto Ferrari, poeta e compositore italiano (n. 1597)
- 27 ottobre - Jean-Baptiste de Champaigne, pittore e decoratore francese (n. 1631)

## Novembre(8)
- 2 novembre - Eleonora di Anhalt-Zerbst, nobile (n. 1608)
- 4 novembre - Francesco Megale, vescovo cattolico italiano (n. 1615)
- 11 novembre - Jacob Marrel, pittore, disegnatore e incisore tedesco
- 23 novembre - Edvige del Palatinato-Sulzbach, contessa (n. 1650)
- 23 novembre - Carlo Rossetti, cardinale italiano (n. 1614)
- 25 novembre - Lodewijk Meyer, latinista, medico e lessicografo olandese (n. 1629)
- 26 novembre - Jean Garnier, gesuita, filologo e storico francese (n. 1612)
- 26 novembre - Giovanni Paolo Oliva, gesuita italiano (n. 1600)

## Dicembre(7)
- 4 dicembre - Maurizio di Sassonia-Zeitz, nobile tedesco (n. 1619)
- 8 dicembre - Gerard ter Borch, pittore olandese (n. 1617)
- 12 dicembre - Hermann Conring, giurista, economista e medico tedesco (n. 1606)
- 14 dicembre - Georg Ludwig von Sinzendorf, nobile e politico austriaco (n. 1616)
- 15 dicembre - James Compton, III conte di Northampton, ufficiale e politico inglese (n. 1622)
- 18 dicembre - Olimpia Aldobrandini, nobildonna italiana (n. 1623)
- 22 dicembre - Luigi Bernini, architetto, ingegnere e scultore italiano (n. 1612)

## Senza giorno specificato(28)
- Giulio Acciano, poeta italiano (n. 1651)
- Badi II, sovrano
- Alexander Bruce, II conte di Kincardine, inventore e politico scozzese (n. 1629)
- Ludovico Cavallo, editore italiano (n. 1641)
- Antonio Juan de Centelles, politico, nobile e giudice spagnolo (n. 1616)
- Gian Domenico Cerrini, pittore italiano (n. 1609)
- Chen Yuanyuan, attrice teatrale cinese (n. 1624)
- Francesco Corbetta, chitarrista e compositore italiano
- Cornelis Saftleven, pittore, incisore e disegnatore olandese (n. 1607)
- Charles Cotin, poeta, filosofo e predicatore francese (n. 1604)
- Antonio Da Passano, doge (n. 1599)
- Marie de Maupeou, scrittrice e filantropa francese (n. 1590)
- Cesare Gentile, doge (n. 1614)
- Giacinto Gimignani, pittore italiano (n. 1606)
- Denis Godefroy, storico francese (n. 1615)
- Charles Gordon, I conte di Aboyne, nobile inglese (n. 1638)
- Daniel Gravius, missionario e linguista olandese (n. 1616)
- Lucy Hutchinson, poetessa, traduttrice e biografa inglese (n. 1620)
- Bagrat V d'Imerezia, re (n. 1620)
- Annibale Lanzoni, nobile italiano
- Andries Pels, drammaturgo e poeta olandese (n. 1631)
- Giovanni Andrea Piola, pittore italiano (n. 1627)
- Salvatore Pozzi, pittore italiano (n. 1595)
- Nicodemus Tessin il Vecchio, architetto svedese (n. 1615)
- Diego Quispe Tito, pittore peruviano (n. 1611)
- Niccolò Toppi, storico e bibliografo italiano (n. 1607)
- Umile da Messina, pittore italiano (n. 1592)
- Daniel Vertangen, pittore e disegnatore olandese (n. 1601)